# Muzeum Podhalańskie w Nowym Targu
Muzeum Podhalańskie im. Czesława Pajerskiego w Nowym Targu – muzeum położone w Nowym Targu. Placówka mieści się w budynku dawnego nowotarskiego ratusza, a jej patronem jest Czesław Pajerski – organizator i kustosz muzeum.
Muzeum powstało po II wojnie światowej. Wniosek jego utworzenia został ogłoszony przez Czesława Pajerskiego w 1959 roku, na spotkaniu opiekunów zabytków PTTK w Wieliczce. Gromadzenie eksponatów trwało kolejne siedem lat i doprowadziło do otwarcia pierwszej ekspozycji w listopadzie 1966 roku. Pierwszą siedzibą placówki był budynek przy ul. Szaflarskiej 1. W 1972 roku zbiory przeniesiono do budynków przy ul. Sobieskiego 2 i Rynek 7. Od 1994 roku siedzibą muzeum jest dawny ratusz przy Rynku 1.

Od 1966 do końca 2009 roku placówka prowadzona była przez Oddział PTTK „Gorce” w Nowym Targu. Z początkiem 2010 roku prowadzenie muzeum przejął Miejski Ośrodek Kultury w Nowym Targu.
Muzeum obejmuje swym patronatem pięć Izb Regionalnych: dwie w Nowym Targu oraz po jednej w: Białce Tatrzańskiej (Izba Regionalna Ciesiółki Podhalańskiej im. Jaśka Pary), Chochołowie (Zagroda Wybrana Blaszyńskich) oraz w Chyżnem.
Aktualnie na zbiory muzeum składają się ekspozycje związane z historią Nowego Targu oraz funkcjonującego tu rzemiosła (kuśnierstwo, tkactwo, bednarstwo, snycerstwo, szewstwo, kapelusznictwo, stolarstwo, kowalstwo oraz drukarstwo). Ponadto placówka posiada zbiory sztuki (malarstwo, rzeźba, ceramika) autorstwa takich twórców jak Michał Rekucki, Edward Sutor, Jan Reczkowski czy Anna Dobrzańska, a także bogatą kolekcję twórczości ludowej. Od 2011 roku działa również ekspozycja o związkach Jana Pawła II z Nowym Targiem.
Muzeum jest obiektem całorocznym, czynnym od wtorku do soboty. Wstęp płatny.